# Итальянское национальное общество
Итальянское национальное общество (итал. Società nazionale italiana) — организация, созданная в 1857 году в целях распространения в обществе идей объединения Италии под монархическими лозунгами вокруг Сардинского королевства.

## История
1 августа 1857 года группа сторонников умеренной политики как оптимального пути к единству Италии опубликовала программный манифест и объявила о создании Итальянского национального общества, которое возглавили Даниеле Манин, Джорджо Паллавичино-Тривульцио и Джузеппе Ла Фарина.
Ещё 22 февраля 1856 года Даниеле Манин призвал к формированию Итальянской национальной партии с целью достижения независимости и единства Италии, а в своём письме от 29 мая 1856 года он заявил, что эти цели могут быть достигнуты в случае провозглашения Виктора Эммануила II королём единой Италии. Предложения Манина получили поддержку Джорджо Паллавичино-Тривульцио и Джузеппе Ла Фарина. Однако, эти идеи встретили осуждение со стороны Джузеппе Мадзини и Партии действия. Итальянское национальное общество было официально учреждено в августе 1857 года, и в скором времени стали создаваться региональные комитеты. Лидером общества был признан Манин, но в том же 1857 году он скончался в Париже, и его сменил Паллавичино-Тривульцио; Ла Фарина стал секретарём организации, а также отвечал за её печатный орган Piccolo corriere. С началом в 1859 году Второй войны за независимость Италии общество самораспустилось, однако, после заключения Виллафранкского мира, Ла Фарина 20 октября 1859 года объявил о его воссоздании и стал его председателем. Национальное общество занималось сбором средств на организацию гарибальдийского похода Тысячи в 1860 году.
В Моденском герцогстве Национальное общество тесно сотрудничало с официальным посланником Сардинского королевства Карло Бонкомпаньи — оно занималось агитацией за объединение Италии среди мелкой городской буржуазии, а Бонкомпаньи проводил подготовительную работу среди членов правительства и представителей аристократии (кроме того, на территорию герцогства были заблаговременно введены несколько десятков переодетых в штатское карабинеров Сардинского королевства). Условия деятельности общества на территории великих герцогств центральной Италии, в Болонье и некоторых других провинциях Папской области (все упомянутые территории начали процесс воссоединения в итоге войны 1859 года, хотя не участвовали в ней), были различны. Режим Франческо V д’Эсте в Моденском герцогстве и папских легатов в Болонье отличались реакционностью, в то время как герцог Тосканы Леопольд II и регент Пармы и Пьяченцы, бывшая герцогиня Пармская Луиза Мария Тереза Французская проводили либеральную политику. 27 апреля 1859 года состоялась мирная манифестация с требованием отречения Леопольда II, которое он исполнил, поскольку офицеры тосканской армии были разагитированы в пользу итальянского единства. 27 и 28 апреля представители герцога в городах Масса и Каррара передали власть представителям Национального общества. Регент Пармы и Пьяченцы Луиза Мария 2 мая 1859 года передала власть эмиссару Национального общества Леонцио Армелонги (Leonzio Armelonghi), но на следующий день армия вернула её на престол. 9 июня 1859 года Мария Луиза окончательно оставила Парму, передав власть временному правительству. 11 и 12 июня австрийские войска оставили Болонью. Везде власть переходила в руки представителей Национального общества, которые впоследствии передавали её официальным представителям Сардинского королевства. Тоскана и Болонья получили статус сардинских протекторатов, великие герцогства стали «территориями в процессе аннексии» (province in corso di annessione) на основании решений референдумов 1848 года. Беттино Рикасоли, Луиджи Карло Фарини и Леонетто Чиприани (диктаторы соответственно Тосканы, великих герцогств и Болоньи) созвали законодательную ассамблею в период с 7 августа по 15 сентября 1859 года, которая занялась адаптацией сардинского законодательства на новых территориях и выработкой условий их поглощения Сардинским королевством. 10 августа 1859 года создан Военный союз (Lega militare), 11 октября 1859 года — Таможенный союз (Lega doganale).
1 января 1860 года была одобрена новая программа Национального общества, в которой его приверженность Савойской династии была сформулирована более чётко и однозначно. Организационная структура общества включала Центральный комитет, а также сеть провинциальных, окружных и муниципальных комитетов.
Вдохновлённое Кавуром, общество пришло в упадок после его смерти в 1861 году и постепенно прекратило существование.